# Sociedad Triestina de Vela
La Sociedad Triestina de Vela (Società Triestina della Vela en idioma italiano y oficialmente) es un club náutico situado en Trieste, Friuli-Venecia Julia (Italia).

## Historia
Se funda en 1923 como Società Filonautica Triestina y el 16 de febrero de 1931 cambia de denominación al actual de Società Triestina della Vela. Su actual sede social se construyó en 1954.

## Regatas
Desde 1955 organiza la "Copa Barbanegra" (Coppa Barbanera) para las clases Flying Dutchman y Snipe, en recuerdo del presidente Riccardo de Haag. Es un trofeo de bronce y oro del escultor Tristano Alberti.
En 1982 organizó el campeonato de Europa y en 2000 el campeonato del mundo femenino de la clase Snipe.

## Deportistas
Giorgio Brezich y Roberto Vencato ganaron el Campeonato del Sur de Europa de la clase Snipe en 1972, y Roberto Vencatto compitió en los Juegos Olímpicos de Montreal 1976 en la clase 470. Emanuela Sossi compitió en los Juegos Olímpicos de Atlanta 1996 y Sídney 2000 en la clase 470. Lorenzo Giacomo Bodini y Marco Bruno Bodini compitieron en los Juegos Olímpicos de Sídney 2000 en la clase Tornado.